# 端勝成
端 勝成（はた かつなり、1968年8月20日 - ）は、富山県出身の元騎手（地方・金沢所属）。

## 経歴
1986年4月20日の金沢第4競走アラ系4歳以上C3・シヤークフレーム（8頭中8着）で初騎乗を果たし、7月7日の第9競走サラ系4歳以上B2・タカノスピードで初勝利を挙げる。
1996年5月8日の第8競走サラ系B3三組では1枚も単勝馬券が売れていなかった 10頭中10人気のマウントカチドキに騎乗して勝利し、2着には2番人気のタンチョウアリアムが入った 。枠連2-8は全58通り中の最低人気で、中央も含めた日本競馬史上最高の配当57万7350円が飛び出したが、的中票数は22票で的中マークシートは9枚であったため、的中者は9人と見られている。
1997年にはスプリングカップでリードワンダー産駒カズノリュウセイに騎乗し、前年の年度代表馬ハヤテサカエオーをアタマ差抑えて制す。1998年には同年に年度代表馬となるサンシャインホースを抑えて逃げ切り、1999年には1997年の年度代表馬トーシンイチバン、同年に年度代表馬となるリードジャイアンツを抑えて3連覇を達成。
1998年はハイセイコー産駒ノズカソウハではビッグレースの百万石賞を初制覇し、短距離戦のスプリンターズカップも制覇。
ビンゴビクトリーでは北陸三県畜産会長賞・読売レディス杯と重賞を連勝し、白山大賞典では11頭中9番人気でキョウトシチー（中央）・ロバリーハート（新潟）に次ぐ5着に入り、中央2頭を抑えて地元勢最先着となった。
リーダーキングで中日スポーツ賞を逃げ切り、ユーワフォルテ産駒カゼノヒリュウでいぬ鷲賞を制すなど重賞を7勝し、1998年の重賞最多勝利騎手に輝いた。
2003年はショウリノサクセスでことじ賞に勝利し、20勝とリーディング21位に留まるも騎乗数は多く、関係者からの信頼は厚かった。
2009年8月31日の金沢第7競走シリウス特別・トウショウメビウスが最後の勝利、同日の第8競走B23・タノムバンチョウ（9頭中7着）が最後の騎乗となり、同年限りで現役を引退。

## 通算成績
- 7338戦590勝　勝率8.0%、連対率17.6%

### 主な騎乗馬
- カズノリュウセイ（1997年〜1999年スプリングカップ）
- ノズカソウハ（1998年百万石賞・スプリンターズカップ）
- リーダーキング（1998年中日スポーツ賞）
- ビンゴビクトリー（1998年北陸三県畜産会長賞・読売レディス杯）
- カゼノヒリュウ（1998年いぬ鷲賞、1999年ほくてつニューイヤーカップ）
- ショウリノサクセス（2003年ことじ賞）